# Myrianida irregularis
Myrianida irregularis är en ringmaskart som först beskrevs av Imajima och Hartman 1964.  Myrianida irregularis ingår i släktet Myrianida och familjen Syllidae. Arten är reproducerande i Sverige. Inga underarter finns listade i Catalogue of Life.